# Thomaz (futebolista)
Antonio Thomaz Santos de Barros, mais conhecido como Thomaz (São Paulo, 22 de maio de 1986), é um futebolista brasileiro naturalizado boliviano que atua como meia. Atualmente no Oriente Petrolero da Bolívia.

## Carreira

### Categorias de base
Thomaz começou sua carreira nas categorias de base do Juventus-SP e do Corinthians.[carece de fontes?] Em 2006, defendendo o Internacional, foi eleito a revelação da Copa São Paulo de Futebol Júnior de 2006.

### Grêmio Barueri e Chiasso
Nos anos seguintes, defendeu, entre outros, Grêmio Barueri e Chiasso, da Suíça.[carece de fontes?]

### Avaí
Em 2009, passou pelo Avaí e, em 14 de agosto de 2009, foi dispensado pelo clube catarinense.

### CFZ Imbituba
Em 2011, voltou a Santa Catarina para defender o CFZ Imbituba. Após fazer um bom Campeonato Catarinense pelo time do sul do estado, Thomaz despertou o interesse do Metropolitano, também de Santa Catarina.

### Caxias
Acabou sendo contratado pelo Caxias do Rio Grande do Sul.

### Hercílio Luz
Ainda em 2011, foi anunciado como reforço do Hercílio Luz na Divisão Especial do Campeonato Catarinense.

### Retorno ao Caxias
Após o término do empréstimo, Thomaz retornou ao Caxias para a disputa do Gauchão.

### Marcílio Dias
Sem ser aproveitado no início da temporada de 2012, deixou o Caxias e foi contratado pelo Marcílio Dias para a sequência do Campeonato Catarinense.

### Treze e Gurupi
No ano de 2013, defendeu o Treze e o Gurupi,

### Inter de Lages
Thomaz foi contratado pelo Inter de Lages para a disputa da Divisão de Acesso do Campeonato Catarinense. O atleta ajudou o clube a conquistar o título da competição.

### Brasiliense
Após a conquista, Thomaz foi defender o Brasiliense.

### São Paulo
Em 29 de março de 2017, a pedido de Rogério Ceni, o São Paulo pagou 80 mil dólares ao Jorge Wilstermann por Thomaz que assinou contrato com o clube paulista por três temporadas, recebendo um salário de 50 mil reais por mês.
No dia 8 de abril de 2017, pelas quartas de finais do campeonato paulista, ele marcou seu primeiro gol com a camisa do São Paulo, na goleada contra o Linense por 5x0.

### Red Bull Brasil
Em 11 de janeiro de 2018, foi emprestado ao Red Bull Brasil para a disputa do Campeonato Paulista.

### Bolívar
Para a temporada de 2019, foi emprestado ao Bolívar.

### Inter de Limeira e saída do São Paulo
Em dezembro de 2019, foi emprestado à Inter de Limeira até março de 2020, tendo em vista a disputa do Campeonato Paulista.
Em 31 de março de 2020, Thomaz deixou o São Paulo após a não renovação de seu contrato.

## Estatísticas
Até 24 de novembro de 2018.

### Clubes
| Clube             | Temporada         | Campeonato nacional | Campeonato nacional | Campeonato nacional | Copa nacional[a] | Copa nacional[a] | Copa nacional[a] | Competições continentais[b] | Competições continentais[b] | Competições continentais[b] | Outros torneios[c] | Outros torneios[c] | Outros torneios[c] | Total | Total | Total   |
| Clube             | Temporada         | Jogos               | Gols                | Assist.             | Jogos            | Gols             | Assist.          | Jogos                       | Gols                        | Assist.                     | Jogos              | Gols               | Assist.            | Jogos | Gols  | Assist. |
| ----------------- | ----------------- | ------------------- | ------------------- | ------------------- | ---------------- | ---------------- | ---------------- | --------------------------- | --------------------------- | --------------------------- | ------------------ | ------------------ | ------------------ | ----- | ----- | ------- |
| Jorge Wilstermann | 2014–15           | 33                  | 6                   | 0                   | —                | —                | —                | —                           | —                           | —                           | —                  | —                  | —                  | 33    | 6     | 0       |
| Jorge Wilstermann | 2015–16           | 34                  | 9                   | 0                   | —                | —                | —                | —                           | —                           | —                           | —                  | —                  | —                  | 34    | 9     | 0       |
| Jorge Wilstermann | 2016–17           | 28                  | 7                   | 0                   | —                | —                | —                | 4                           | 2                           | 0                           | —                  | —                  | —                  | 32    | 9     | 0       |
| Jorge Wilstermann | Total             | 95                  | 22                  | 0                   | 0                | 0                | 0                | 4                           | 2                           | 0                           | 0                  | 0                  | 0                  | 99    | 24    | 0       |
| São Paulo         | 2017              | 12                  | 1                   | 1                   | 2                | 0                | 0                | 1                           | 0                           | 0                           | 4                  | 1                  | 1                  | 19    | 2     | 2       |
| São Paulo         | Total             | 12                  | 1                   | 1                   | 2                | 0                | 0                | 1                           | 0                           | 0                           | 4                  | 1                  | 1                  | 19    | 2     | 2       |
| Red Bull Brasil   | 2018              | —                   | —                   | —                   | —                | —                | —                | —                           | —                           | —                           | 10                 | 0                  | 0                  | 10    | 0     | 0       |
| Red Bull Brasil   | Total             | —                   | —                   | —                   | —                | —                | —                | —                           | —                           | —                           | 10                 | 0                  | 0                  | 10    | 0     | 0       |
| Paysandu          | 2018              | 32                  | 5                   | 3                   | —                | —                | —                | —                           | —                           | —                           | —                  | —                  | —                  | 32    | 5     | 3       |
| Paysandu          | Total             | 32                  | 5                   | 3                   | —                | —                | —                | —                           | —                           | —                           | —                  | —                  | —                  | 32    | 5     | 3       |
| Bolívar           | 2019              | 0                   | 0                   | 0                   | —                | —                | —                | 0                           | 0                           | 0                           | —                  | —                  | —                  | 0     | 0     | 0       |
| Bolívar           | Total             | 0                   | 0                   | 0                   | —                | —                | —                | 0                           | 0                           | 0                           | —                  | —                  | —                  | 0     | 0     | 0       |
| Total na carreira | Total na carreira | 139                 | 28                  | 4                   | 2                | 0                | 0                | 5                           | 2                           | 0                           | 14                 | 1                  | 1                  | 160   | 31    | 5       |

- a. ^ Jogos da Copa do Brasil
- b. ^ Jogos da Copa Sul-Americana e Copa Libertadores da América
- c. ^ Jogos do Campeonato Paulista

## Títulos
Avaí
- Campeonato Catarinense: 2009

Inter de Lages
- Campeonato Catarinense - Divisão de Acesso: 2013[19]

Jorge Wilstermann
- Torneo Clausura: 2016[24]

Paysandu
- Copa Verde: 2018